# Давид (Верроккьо)
Давид — бронзовая статуя библейского царя народа Израиля, работы Андреа Верроккьо, созданная между 1473—1476 годами. По легенде, при её создании скульптору позировал юный Леонардо да Винчи.
Давид изображён в момент триумфа, после победы над великаном-филистимлянином Голиафом. Верроккьо изобразил его как хрупкого и вместе с тем заносчивого мальчика — пажа двора Медичи, одетого в стилизованную под античную одежду. На лице Давида играет своеобразная полуулыбка, создающая выразительный нюанс юной бравады, что свидетельствует об интересе скульптора к психологическим тонкостям. Левая рука опирается на талию, голова повернута влево. В правой руке юноша держит меч. Отсечённая голова убитого противника расположена между ног Давида, будущего царя израильтян; на лбу Голиафа страшная рваная рана. Страдание Голиафа, исказившее его черты, усиливают драматизм сюжета.
Статуя предназначалась для виллы Медичи, которую начал строить в Риме Бартоломео Амманати по заказу Фердинандо Медичи, однако Лоренцо и Джулиано Медичи передали её во дворец Синьории во Флоренции. В начале XVII века статуя попала в коллекцию великих герцогов Уффици, а в 1870 году, как и большинство скульптур эпохи Возрождения, была отправлена в создаваемый Национальный музей Барджелло.